# Ошакти (Сайрамський район)
Ошакти́ (каз. Ошақты) — село у складі Сайрамського району Туркестанської області Казахстану. Входить до складу Кайнарбулацького сільського округу.
Населення — 499 осіб (2021; 531 у 2009, 433 у 1999, 359 у 1989).
26 березня 2015 року до села було приєднано територію площею 0,73 км².